# أشباه العضاضات العرضية
أشباه العضاضات العرضية (الاسم العلمي:†Diadectomorpha) هي رتبة منقرضة من الحيوانات من طائفة شبيهات الزواحف.

## التصنيف
- العضاضات العرضية
  - العضاض العرضي